# Palacio Czernin

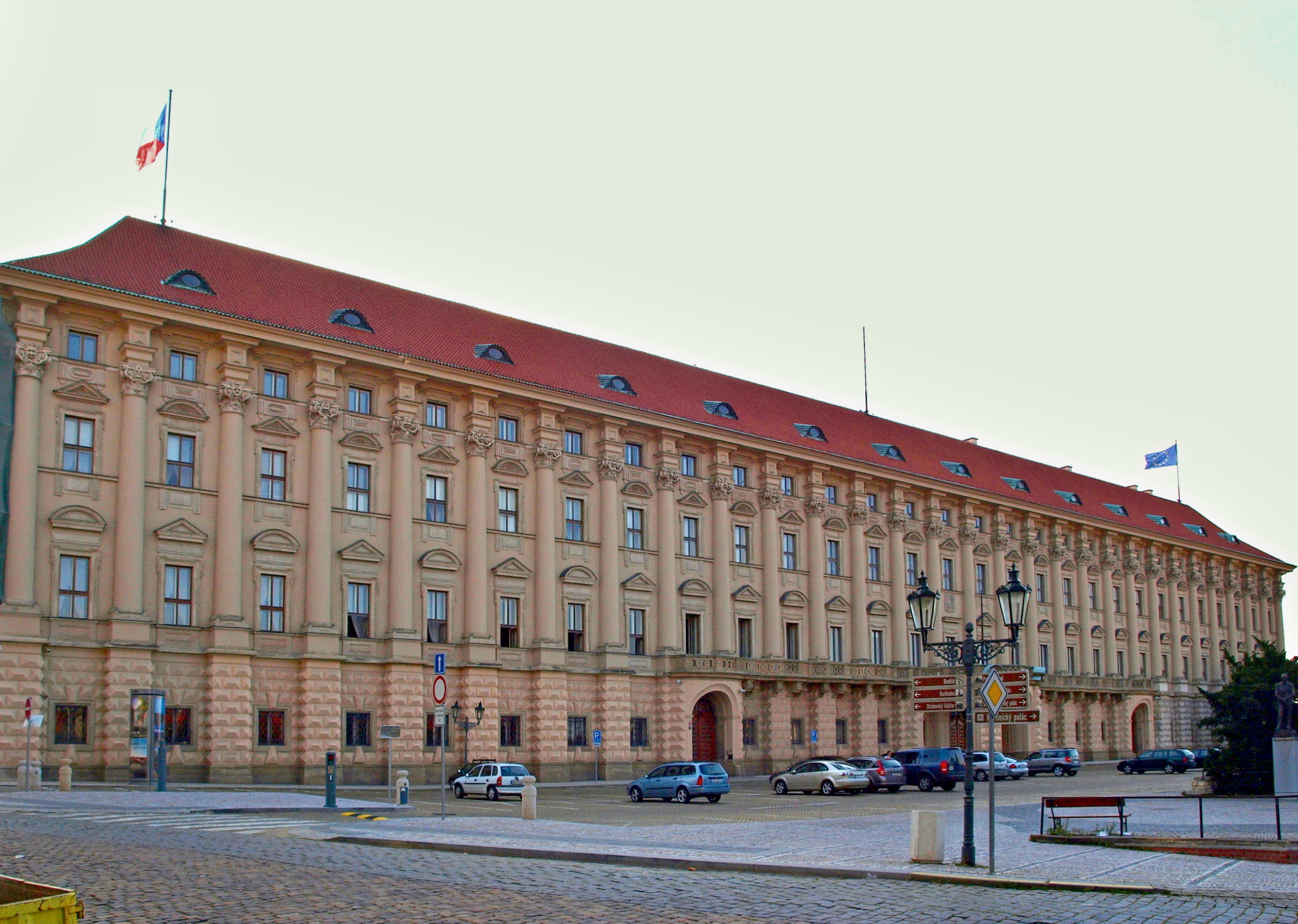
El Palacio Czernin, visto desde la Plaza de Loreto frente al monasterio de Loreta

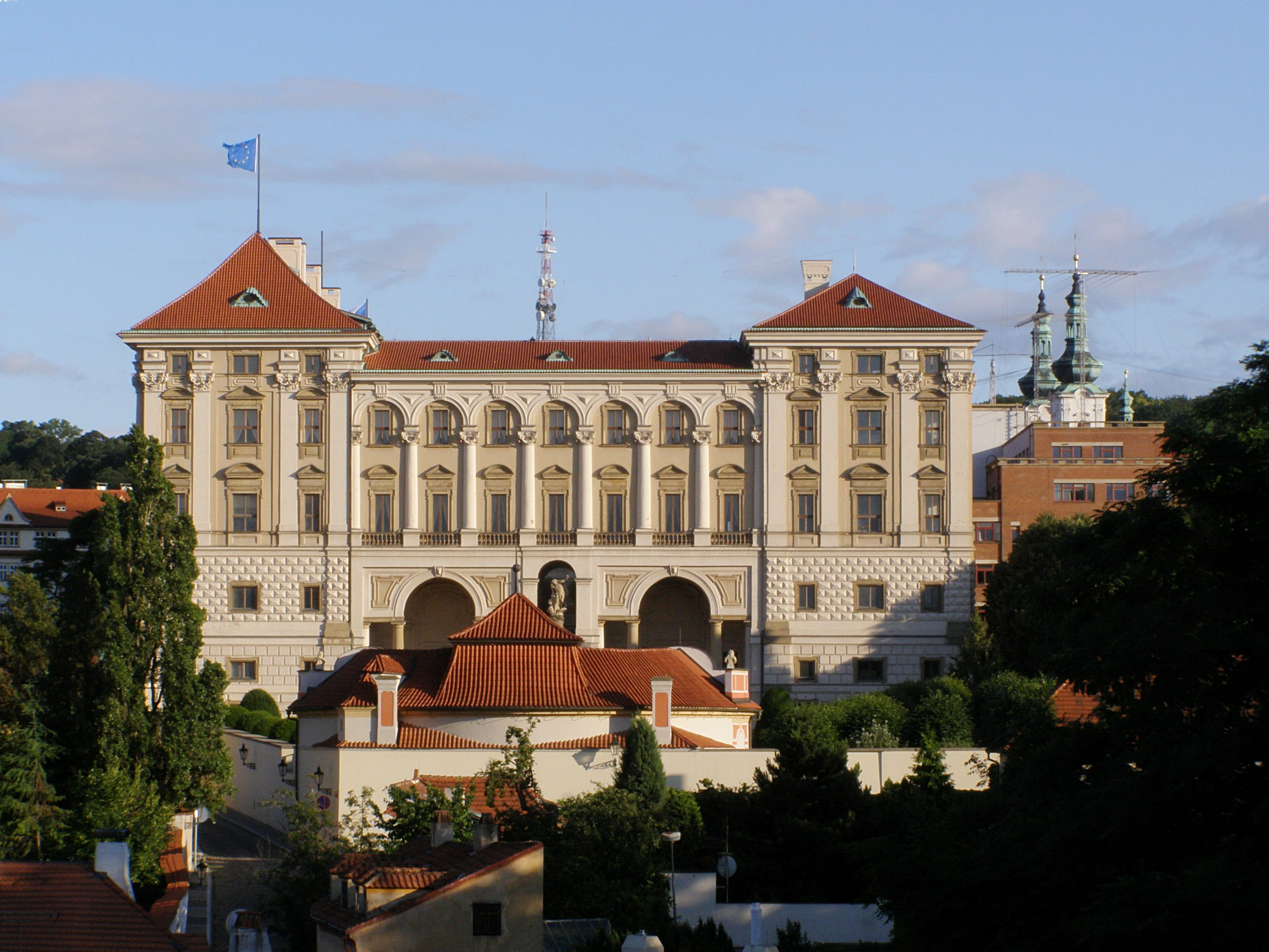
El palacio Czernin visto desde Hradčany

El palacio Czernin (en checo: Černínský palác) es el más grande de los palacios barrocos de Praga, que ha servido como oficinas del Ministerio de Asuntos Exteriores checoslovaco y luego checo desde la década de 1930. Fue encargado por el diplomático Humprecht Jan Černín z Chudenic, embajador imperial de los Habsburgo en Venecia y Roma, en la década de 1660.
El palacio cuenta con estucos de artistas italianos.

## Historia
En 1666, Humprecht Jan Černín compró una parte de la propiedad cargada de deudas de la Casa de Lobkowicz, incluyendo un solar con jardines situado en el centro de Praga. En 1668, encargó a Francesco Caratti, un arquitecto suizo-italiano, que desarrollara el proyecto de su nuevo palacio en el solar.
Al año siguiente, los contratistas de obras Gione Decapaoli y Abraham Leuthner comenzaron la construcción. Los estuquistas Giovanni Maderna y Giovanni Battista Cometa fueron reemplazados por Francesco Peri y Antonio Travelli en 1674.